# Tomáš Pöpperle
Tomáš Pöpperle (Broumov, 10 ottobre 1984) è un hockeista su ghiaccio ceco.

## Palmarès

### Mondiali
- 1 medaglia:
  - 1 argento (Lettonia 2006)